# Germain Henri Hess
Germain Henri Hess (rusko Герман Иванович Гесс), švicarsko-ruski kemik in zdravnik, * 7. avgust 1802, Ženeva, Švica, † 30. november 1850, Sankt Peterburg, Ruski imperij (sedaj Rusija) .

## Življenje in delo
Njegov oče je bil umetnik in se je leta 1805 zaradi dela preselil v Rusijo. Hess je študiral na Univerzi v Dorpatu (danes Tartu v Estoniji) in leta 1825 diplomiral iz medicine.
Po srečanju z znanim švedskim kemikom Berzeliusom se je usmeril v kemijo in odšel na Univerzo v Stockholmu, kjer je študiral pri njem. Po vrnitvi v Rusijo, se je Hess pridružil geološki odpravi v Ural in nato je služboval kot zdravnik v Irkutsku.
Leta 1830 se je popolnoma posvetil kemiji in kasneje postal profesor na Tehnološkem inštitutu Univerze v Sankt Peterburgu. Njegov najpomembnejši članek, kjer je objavil svoj zakon iz termokemije, je izšel leta 1840. Pri toplotnih spremembah, ki spremljajo kemijsko reakcijo, je uporabil 1. zakon termodinamike. Oblikoval je Hessov zakon, ki pravi, da vsota sproščene ali porabljene toplote pri kemijski reakciji ni odvisna od poti, ampak le od začetnega in končnega stanja.
Hess se je ukvarjal tudi z raziskovanjem mineralov. Raziskoval je srebrov telurid (Ag2Te), ki so ga po njem imenovali hessit. Odkril je tudi, da oksidacija sladkorjev vodi do saharinske kisline.
1. ↑  Brockhaus Enzyklopädie
2. 1 2  Гесс Герман Иванович // Большая советская энциклопедия: [в 30 т.] — 3-е изд. — Moskva: Советская энциклопедия, 1969.
3. ↑  https://ru.wikisource.org/wiki/%D0%A0%D0%91%D0%A1/%D0%92%D0%A2/%D0%93%D0%B5%D1%81%D1%81,_%D0%93%D0%B5%D1%80%D0%BC%D0%B0%D0%BD_%D0%98%D0%B2%D0%B0%D0%BD%D0%BE%D0%B2%D0%B8%D1%87